# Accrington Stanley F.C.
Câu lạc bộ bóng đá Accrington Stanley là một câu lạc bộ bóng đá chuyên nghiệp có trụ sở tại Accrington, Lancashire, Anh. Câu lạc bộ thi đấu tại League One, cấp độ thứ ba của hệ thống giải bóng đá Anh.
Câu lạc bộ hiện tại được thành lập vào năm 1968, hai năm sau sự sụp đổ của Accrington Stanley ban đầu được thành lập vào năm 1891. Họ đã được thăng hạng lên Football League vào năm 2006, sau khi giành chiến thắng tại Football Conference 2005-06.

## Lịch sử

### Tái lập
Accrington đã không có một đội bóng sau sự sụp đổ của Accrington Stanley ban đầu vào năm 1966. Đội bóng ban đầu đã được thành lập vào năm 1891 và chơi trong Liên đoàn bóng đá từ năm 1921 đến tháng 3 năm 1962, nhưng đã trải qua bốn mùa giải cuối cùng trong <a href="https://en.wikipedia.org/wiki/Lancashire_Combination" rel="mw:ExtLink" data-linkid="105" class="cx-link" title="Lancashire Combination">Lancashire Combination</a>. Trong một cuộc họp tại Câu lạc bộ nam giới làm việc tại Bold Street năm 1968, sự hồi sinh đã được bắt đầu và vào tháng 8 năm 1970, câu lạc bộ mới đã chơi ở một vùng đất mới, Crown Ground. Eric Whalley, một doanh nhân địa phương, nắm quyền kiểm soát câu lạc bộ vào năm 1995 và bắt đầu phát triển mặt bằng của câu lạc bộ. Sau khi câu lạc bộ bị xuống hạng năm 1999, Whalley đã bổ nhiệm John Coleman làm quản lý.
Việc lên chơi Football League của câu lạc bộ là do một phần là do có hàng trăm ngàn bảng Anh gặt hái được thành khoản bán ra trong việc chuyển nhượng tháng 12 năm 2001 của cựu ngôi sao Stanley Brett Ormerod đến Southampton, mà trả Blackpool hơn một triệu bảng Anh cho mình hợp đồng. Stanley đã lấy 50.000 bảng từ Blackpool năm 1997, với thỏa thuận rằng Blackpool sẽ trả cho Accrington một phần tư số tiền họ có thể nhận được nếu nó chuyển Ormerod sang một đội khác. Chức vô địch 2002-03 của giải vô địch Northern Premier League nhanh chóng nhận được tiền của Accrington.

### Năm Conference
Sau chiến thắng 2002-03 của giải vô địch Northern Premier League, câu lạc bộ đã được thăng hạng lần đầu tiên trong lịch sử tham dự Football Conference. Trận đấu đầu tiên của câu lạc bộ trong giải đấu đã đi đến một câu lạc bộ tái lập khác, Aldershot Town, vào Chủ nhật ngày 10 tháng 8 năm 2003. Trận đấu được chiếu trực tiếp trên Sky Sports và thua 1-2. Mùa giải đã thành công, với vị trí thứ 10 chung cuộc đạt được. Điểm nổi bật của mùa giải đầu tiên đó ở hạng 5 là một cuộc đua giật gân vào vòng 3 FA Cup, chỉ thua trong trận đấu lại trước đội League One Colchester United.
Mùa giải tiếp theo chứng kiến câu lạc bộ trở thành một bộ chuyên nghiệp toàn thời gian. Mùa giải 2004-05 cũng dẫn đến kết thúc ở vị trí thứ 10. Huyền thoại của câu lạc bộ Paul Mullin thêm 20 bàn vào danh sách của anh ấy.
Mùa giải 2005-06 chứng kiến sự trở lại của Stanley với Football League. Kết thúc với 91 điểm, câu lạc bộ đã trải qua chuỗi 19 trận bất bại kéo dài từ tháng 10 đến tháng 3, khiến câu lạc bộ dễ dàng vượt qua League Two. Những người như Paul Mullin, Rob Elliot và Gary Roberts đã dẫn dắt câu lạc bộ trở lại giải đấu sau 46 năm xa cách.

### Trở lại với Football League
Trận đấu Football League đầu tiên của câu lạc bộ diễn ra vào ngày 5 tháng 8 năm 2006 cho câu lạc bộ Chester City hiện không còn tồn tại; nó dẫn đến thất bại 0-2. Câu lạc bộ đã tham gia vào một cuộc chiến trụ hạng trong suốt mùa giải đầu tiên của nó trong cấp độ 4. Một loạt 5 chiến thắng trong 9 trận cuối cùng của mùa giải đã dẫn đến vị trí thứ 20 và đủ để cứu câu lạc bộ khỏi sự xuống hạng trong mùa giải đầu tiên trở lại Football League.
Điểm nổi bật của mùa giải đầu tiên đó bao gồm trận đấu Football League Cup đầu tiên của câu lạc bộ với cựu vô địch cúp châu Âu Nottingham Forest. Trận đấu đã mang lại chiến thắng 1-0, khiến câu lạc bộ hòa nhau ở vòng 2 với đội bóng Premier League Watford, cuối cùng thua 6-5 trên chấm phạt đền sau trận hòa 0-0 và hiệp phụ. Câu lạc bộ cũng lần đầu tiên tham gia Football League Trophy với tư cách là một câu lạc bộ giải đấu (sau khi chơi ở hai mùa giải trước với tư cách là một trong 12 đội của Hội nghị, đánh bại Bradford City vào tháng 9 năm 2004) và sau khi đánh bại Carlaus United và Blackpool ở những vòng đầu tiên, đã bị Doncaster Rovers loại ở vòng tứ kết khu vực.
Mùa giải 2007-08 được sản xuất nhiều hơn, với câu lạc bộ tham gia vào một cuộc chiến trụ hạng khác với các đội khủng hoảng Chester City, Wrexham và Mansfield Town. 5 chiến thắng trong 12 trận cuối cùng là đủ để đảm bảo vị trí thứ 17 và một mùa giải khác trong hạng 4 của bóng đá Anh. Tuy nhiên, câu lạc bộ đã thất bại trong một trận đấu ở Cúp FA và League Cup, lần lượt thua Huddersfield Town và Leicester City.
Màn trình diễn trong mùa giải 2008-09 được cải thiện, với câu lạc bộ đạt được vị trí thứ 16 khiêm tốn ở League Two. Một loạt 6 trận thắng ở Giải vô địch trong 12 trận gần đây là một cách hay để kết thúc mùa giải. Mùa này chứng kiến sự xuất hiện của triển vọng trẻ Bobby Grant, người cuối cùng đã thực hiện lời hứa sớm thấy trong các mùa trước. Câu lạc bộ một lần nữa thất bại trong việc vượt qua vòng đầu tiên của bất kỳ chiếc cúp nội địa nào, thua ở vòng đầu tiên trước Wolverhampton Wanderers ở League Cup và Tran 4.0.3 Rovers ở cả FA Cup (mặc dù sau trận đấu lại) và Cúp bóng đá.
Mùa giải 2009-10 đã tốt hơn rất nhiều, với câu lạc bộ đang đẩy mạnh một vị trí thi đấu vào đầu năm. Một loạt 9 chiến thắng trong 10 trận đấu ở Liên đoàn đã chứng kiến câu lạc bộ có cơ hội thực hiện trận playoffs, chỉ để điều này mờ dần vào tháng 3/4. Sự xuất hiện của mối quan hệ đối tác Michael Symes và Bobby Grant là một khía cạnh quan trọng và, sau những thành tựu của họ trong suốt mùa giải, cả hai đã chuyển sang các câu lạc bộ lớn hơn. Xét về thành tích cúp, câu lạc bộ rất tuyệt vời, lọt vào vòng 2 Cúp Liên đoàn chỉ thua 1 trận2 trước Queens Park Rangers, trận tứ kết Giải bóng đá vô địch thua 0-2 trước Leeds United và vòng 4 Cúp FA thua 1-3 trước đội bóng Premier League Fulham.
Câu lạc bộ đã lọt vào vòng play-off Football League Two trong mùa giải 2010-11, một trong những thành công nhất trong lịch sử của nó. Trận thua 1 trận sau 19 trận, từ tháng 2 đến tháng 5, chứng kiến câu lạc bộ kết thúc ở vị trí thứ 5 tốt nhất, cuối cùng thua đội mới của League Two, Stevenage trong trận Bán kết Playoff. Mùa giải đã chứng kiến sự xuất hiện của Jimmy Ryan như một ngôi sao trong quá trình thực hiện, cùng với một số người khác, bao gồm cả thủ môn Alex Cisak và tiền vệ Sean McConville. Ở cúp quốc nội, Stanley lọt vào vòng 2 Cúp Liên đoàn, thua 2 trận3 trước đội bóng Premier League Newcastle United. Câu lạc bộ thực sự đã giành chiến thắng trong trận đấu vòng 1 Giải bóng đá vô địch trước Tran 4.0.3 Rovers, nhưng sau đó bị buộc phải từ chức sau khi thi đấu với Ray Putterill không đủ điều kiện trong trò chơi. Câu lạc bộ cũng lọt vào vòng 2 của Cup FA, nhưng đã để thua đội League Two Port Vale.
2011-12 là một mùa chuyển tiếp của câu lạc bộ. Mất không dưới sáu trong số các trận play-off của mùa giải trước là một hành động khó khăn để làm theo. Sau khi bắt đầu mùa giải, sự xuất hiện của Bryan Hughes vào tháng 10 đã thay đổi vận may của câu lạc bộ. Một loạt 6 chiến thắng trong 7 trận trong dịp Giáng sinh đã chứng kiến câu lạc bộ nhanh chóng bước vào vòng play-off. Tuy nhiên, sau khi bán đội trưởng câu lạc bộ Andrew Procter cho Preston North End trong kỳ chuyển nhượng tháng 1 năm 2012, đội ngũ quản lý phục vụ lâu thứ ba của John Coleman và Jimmy Bell đã khởi hành đến Rochdale. Cựu thành viên Burnley và câu lạc bộ yêu thích Paul Cook đã được đưa vào làm quản lý, cùng với việc thăng chức Leam Richardson từ người quản lý chăm sóc đến trợ lý toàn thời gian. Chỉ có 3 chiến thắng trong 17 trận cuối cùng của mùa giải là kết thúc mùa giải khá tệ. Tuy nhiên, điều này có nghĩa là câu lạc bộ đã đạt được một kết thúc giữa bảng vững chắc ở vị trí thứ 14. Xét về các cúp quốc nội, Stanley đã rời cả Cup Liên đoàn và Cúp FA ở vòng đấu thứ nhất, lần lượt thua Scunthorpe United và Notts County. Câu lạc bộ lọt vào vòng thứ hai của Giải bóng đá Liên đoàn, sau khi đánh bại những người nắm giữ Carlisle United, nhưng đã thua Tran 4.0.3 Rovers ở vòng 2 sau một trận đấu lại. Đây là sau một chấn thương nghiêm trọng ở đầu cho hậu vệ trẻ Thomas Bender trong trận đấu ban đầu.
Vào ngày 17 tháng 4 năm 2018, họ đã được thăng hạng lên League One sau chiến thắng 2-0 trước Yeovil Town.

## Tên gọi
Câu lạc bộ thị trấn ban đầu, Accrington, nằm trong số mười hai thành viên sáng lập của Football League vào năm 1888, trước khi từ chức khỏi giải đấu chỉ sau năm năm. Một đội có tên là Stanley Villa đã tồn tại vào thời điểm đó, được đặt tên như vậy bởi vì họ có trụ sở tại Stanley WMC trên đường Stanley ở Accrington. Với sự sụp đổ của Accrington, Stanley Villa đã lấy tên thị trấn để trở thành Accrington Stanley.

## Sân vận động
Kể từ khi rời Peel Park, câu lạc bộ đã chơi ở Crown Ground. Sân đã được mở rộng trong những năm gần đây, bao gồm một phần mái mới trên Clayton End Terrace cũng như một bộ khách sạn mới. Bất chấp những điều này và một số cải tiến gần đây, mặt đất vẫn là một trong những nơi nghèo nhất trong League One và các cuộc đàm phán vẫn đang tiếp diễn với mục đích chuyển đến một sân vận động mới nằm ở Church, một thị trấn nhỏ giáp với Accrington. Nó hiện được gọi là Sân vận động Wham như một phần của hợp đồng tài trợ ba năm trị giá 200.000 bảng với What More UK Ltd.

## Quảng cáo truyền hình
Vào những năm 1980, câu lạc bộ đã được nhắc đến trong một quảng cáo về sữa của Anh, điều này đã nhanh chóng đưa câu lạc bộ đến sự chú ý của công chúng. Quảng cáo có hai cậu bé mặc áo sơ mi Liverpool do các diễn viên trẻ Carl Rice và Kevin Staine thủ vai. Nó liên quan đến sự mơ hồ của Accrington Stanley so với thành công của Liverpool vào thời điểm đó.
Trong chương trình bóng đá hàng tuần, Soccer AM, cụm từ "Accrington Stanley, họ là ai?" được nói mỗi khi một trận đấu được đọc ra có câu lạc bộ trong đó, đề cập đến quảng cáo sữa.

## Cầu thủ
Trong một cuộc khảo sát yêu thích của người hâm mộ PFA được công bố bởi Hiệp hội cầu thủ chuyên nghiệp vào tháng 12 năm 2007, Chris Grimshaw đã được liệt kê là cầu thủ được yêu thích nhất mọi thời đại trong số những người hâm mộ Accrington Stanley.

### Đội hình hiện tại
Tính đến ngày 12 tháng 1 năm 2019. 
| No. |                       | Position | Player           |
| --- | --------------------- | -------- | ---------------- |
| 1   | England               | GK       | Jonny Maxted     |
| 2   | England               | DF       | Callum Johnson   |
| 3   | England               | DF       | Mark Hughes      |
| 7   | England               | MF       | Jordan Clark     |
| 9   | Republic of the Congo | FW       | Offrande Zanzala |
| 10  | England               | FW       | Okera Simmonds   |
| 11  | England               | MF       | Sean McConville  |
| 14  | England               | MF       | Sam Finley       |
| 15  | England               | DF       | Ross Sykes       |
| 17  | Portugal              | MF       | Érico Sousa      |
| 18  | England               | DF       | Harvey Rodgers   |
| 19  | England               | DF       | Kasom Shah       |
| 20  | Australia             | DF       | Reagan Ogle      |

| No. |                     | Position | Player          |
| --- | ------------------- | -------- | --------------- |
| 21  | England             | DF       | Zehn Mohammed   |
| 22  | England             | MF       | Piero Mingoia   |
| 23  | Northern Ireland    | FW       | Andrew Scott    |
| 25  | England             | MF       | Harry Perritt   |
| 28  | Republic of Ireland | MF       | Séamus Conneely |
| 29  | Northern Ireland    | FW       | Billy Kee       |
| 30  | Bulgaria            | GK       | Dimitar Evtimov |
| 34  | Trinidad and Tobago | GK       | Tony Warner     |
| 40  | England             | GK       | Toby Savin      |
| 44  | England             | MF       | Niall Watson    |
| 48  | England             | MF       | Lewis Gilboy    |
|     | England             | MF       | Joe Pritchard   |

### Cho mượn
Ghi chú: Quốc kỳ chỉ đội tuyển quốc gia được xác định rõ trong điều lệ tư cách FIFA. Các cầu thủ có thể giữ hơn một quốc tịch ngoài FIFA.
| Số | VT | Quốc gia | Cầu thủ |
| -- | -- | -------- | ------- |

| Số | VT | Quốc gia | Cầu thủ |
| -- | -- | -------- | ------- |

| No. |  | Position | Player |
| --- |  | -------- | ------ |

| No. |  | Position | Player |
| --- |  | -------- | ------ |

## Cán bộ / nhân viên câu lạc bộ
- Chủ tịch: Andrew Holt
- Giám đốc: Thomas O'Neill / Virginia Hargreaves
- Trưởng phòng phát triển thanh niên: Peter Davies
- Quản lý: John Coleman
- Trợ lý quản lý: Jimmy Bell
- Huấn luyện viên đội một: John Doolan
- Huấn luyện viên thể hình đội một: Ryan Roberts
- Huấn luyện viên đội GK: Tony Warner
- Quản lý dưới 18 tuổi: Paul Lodge
- Trợ lý quản lý dưới 18 tuổi: Andy Gray
- Huấn luyện viên (Đội U18): Duncan Fearnhead
- Bác sĩ trưởng: Joyce Watson
- Trưởng khoa: Paul Caton
- Vật lý trị liệu: Paul Morgan
- Nhà khoa học thể thao: Matthew Donnelly
- Nhà khoa học thể thao (Đội U18): Martin Whalley
- Nhà phân tích dữ liệu (Đội U18): Phil Sykes
- Hướng đạo: Ash Hoskin

## Danh dự
Tính đến ngày 23 tháng 4 năm 2018. 
- EFL League Two: 
  - Vô địch: 2017 1818
- Hội nghị toàn quốc: 
  - Vô địch: 2005-06
- Giải ngoại hạng phía Bắc: 
  - Vô địch: 2002-03
- Giải hạng nhất miền Bắc Premier League: 
  - Vô địch: 1999-2000
- Cúp thử thách Premier League miền Bắc
  - Vô địch: 2001
- Khiên thách thức Premier League miền Bắc: 
  - Vô địch: 2002
- Các quận Tây Bắc League Division Division One: 
  - Á quân: 1986-87
- Cheshire County League Division 2: 
  - Vô địch: 1980-81
  - Á quân: 1979-80
- <a href="https://en.wikipedia.org/wiki/Lancashire_Combination" rel="mw:ExtLink" data-linkid="641" class="cx-link" title="Lancashire Combination">Lancashire Combination</a>: 
  - Vô địch (2): 1973 1874, 1977
  - Á quân (2): 1971-72, 1975
- Cúp kết hợp Lancashire: 
  - Vô địch (4): 1971-72, 1972-73, 1973-74, 1976-77
- <a href="https://en.wikipedia.org/wiki/Lancashire_Combination" rel="mw:ExtLink" data-linkid="648" class="cx-link" title="Lancashire Combination">Lancashire Combination League Cup</a>: 
  - Vô địch: 1971-72